# ŠD NK Križevci
Športno društvo NK Križevci, thường hay gọi NK Križevci hoặc đơn giản Križevci, là một câu lạc bộ bóng đá Slovenia thi đấu ở thị trấn Križevci. Đội bóng thi đấu ở Pomurska League, giải bóng đá cao thứ tư ở Slovenia. Câu lạc bộ được thành lập năm 1963.

## Danh hiệu
- Giải bóng đá hạng ba quốc gia Slovenia: 1

2001-02
- Giải bóng đá hạng tư quốc gia Slovenia: 2

2014-15, 2017-18

## Lịch sử giải đấu kể từ năm 1996
| Mùa giải  | Giải vô địch               | Thứ hạng |
| --------- | -------------------------- | -------- |
| 1996-97   | 1. MNL (cấp độ 4)          | thứ 7    |
| 1997-98   | 1. MNL (cấp độ 4)          | thứ 9    |
| 1998-99   | 1. MNL (cấp độ 4)          | ?        |
| 1999-2000 | 3. SNL - Đông              | thứ 7    |
| 2000-01   | 3. SNL - Đông              | thứ 2    |
| 2001-02   | 3. SNL - Đông              | thứ 1    |
| 2002-03   | 2. SNL                     | 1thứ 5   |
| 2003-04   | 3. SNL - Đông              | thứ 4    |
| 2004-05   | 3. SNL - Đông              | thứ 10   |
| 2005-06   | 2. MNL (cấp độ 6)          | thứ 5    |
| 2006-07   | 2. MNL (cấp độ 6)          | thứ 6    |
| 2007-08   | 2. MNL (cấp độ 6)          | thứ 3    |
| 2008-09   | 2. MNL (cấp độ 6)          | thứ 5    |
| 2009-10   | 2. MNL (cấp độ 6)          | thứ 2    |
| 2010-11   | 1. MNL (cấp độ 5)          | thứ 8    |
| 2011-12   | 1. MNL (cấp độ 5)          | thứ 2    |
| 2012-13   | Pomurska League (cấp độ 4) | thứ 5    |
| 2013-14   | 1. MNL (cấp độ 4)          | thứ 4    |
| 2014-15   | 1. MNL (cấp độ 4)          | thứ 1    |
| 2015-16   | 3. SNL - Đông              | thứ 10   |
| 2016-17   | 3. SNL - Đông              | thứ 14   |
| 2017-18   | 1. MNL (cấp độ 4)          | thứ 1    |
| 2018-19   | Pomurska League (cấp độ 4) | thứ 5    |
| 2019-20   | Pomurska League (cấp độ 4) |          |

1. ↑  Club went bankrupt and had to re-start on the bottom of the league pyramid.
2. ↑  Pomurska League discontinued after the season. They were transferred to 1. MNL.
3. ↑  Transferred to the newly-formed Pomurska League. Declined promotion to the 3. SNL.[12]